# Przystań pod gwiazdami
Przystań pod gwiazdami – album kompilacyjny polskiej piosenkarki Eleni wydany w 1992 roku przez Brawo.
Płyta miała swoją premierę w 1992 roku (wznowienie przez Hellenic Records w 1998). Składa się na nią 12 utworów nagranych dla rozgłośni radiowych w latach 1983-1990. W nagraniach wzięły udział: Orkiestra PRiTV w Poznaniu, Orkiestra Rozrywkowa PRiTV w Katowicach oraz zespół instrumentalny Big Warsaw Band.

## Lista utworów wydania Brawo z 1992
Na krążku znalazły się następujące utwory: 
| 1.  | "Przystań pod gwiazdami"                           | 3:15  |
|     | - muzyka: Kostas Dzokas, tekst: Lech Konopiński    |       |
| 2.  | "Wrzuć na luz"                                     | 3:25  |
|     | - muzyka: Andrzej Ellmann, tekst: Paweł Lejman     |       |
| 3.  | "Na świecie jeden był"                             | 4:18  |
|     | - muzyka: Zbigniew Malecki, tekst: Lech Konopiński |       |
| 4.  | "Zaglądając w cudze drzwi"                         | 3:35  |
|     | - muzyka: Andrzej Ellmann, tekst: Andrzej Sobczak  |       |
| 5.  | "To właśnie my"                                    | 3:15  |
|     | - muzyka: Jerzy Cierpiałek, tekst: Kazimierz Łojan |       |
| 6.  | "Nie pójdę z tobą przez świat"                     | 4:15  |
|     | - muzyka: Adam Minkacz, tekst: Lech Konopiński     |       |
| 7.  | "Ze świata wszystkich stron"                       | 4:20  |
|     | - muzyka: Andrzej Ellmann, tekst: Lech Konopiński  |       |
| 8.  | "Kiedy na buzuki grasz"                            | 3:25  |
|     | - muzyka: Kostas Dzokas, tekst: Andrzej Kosmala    |       |
| 9.  | "Czasem ktoś"                                      | 3:40  |
|     | - muzyka i tekst: Piotr Kałużny                    |       |
| 10. | "Poniesie nas wiatr"                               | 3:45  |
|     | - muzyka: Jerzy Milian, tekst: Lech Konopiński     |       |
| 11. | "Letnie disco"                                     | 3:18  |
|     | - muzyka: Kostas Dzokas, tekst: Zbigniew Stawecki  |       |
| 12. | "Mówiłeś c'est la vie"                             | 3:30  |
|     |                                                    |       |
|     |                                                    | 44:01 |
|     |                                                    |       |

## Lista utworów wydania Hellenic Records z 1998
Na krążku z 1998 roku znalazły się następujące utwory:
| 1.  | "Przystań pod gwiazdami"                           |  |
|     | - muzyka: Kostas Dzokas, tekst: Lech Konopiński    |  |
| 2.  | "Wszystko w moim życiu zmień"                      |  |
|     | - muzyka: Michael Masser, tekst: Lech Konopiński   |  |
| 3.  | "Nie pójdę z tobą przez świat"                     |  |
|     | - muzyka: Adam Minkacz, tekst: Lech Konopiński     |  |
| 4.  | "Wrzuć na luz"                                     |  |
|     | - muzyka: Andrzej Ellmann, tekst: Paweł Lejman     |  |
| 5.  | "Zaglądając w cudze drzwi"                         |  |
|     | - muzyka: Andrzej Ellmann, tekst: Andrzej Sobczak  |  |
| 6.  | "Na świecie jeden był"                             |  |
|     | - muzyka: Zbigniew Malecki, tekst: Lech Konopiński |  |
| 7.  | "Z uśmiechem przez jesień"                         |  |
|     | - muzyka: Mike Oldfield, tekst: Lech Konopiński    |  |
| 8.  | "Ocalony świat"                                    |  |
|     | - muzyka: Stevie Wonder, tekst: Lech Konopiński    |  |
| 9.  | "Ze świata wszystkich stron"                       |  |
|     | - muzyka: Andrzej Ellmann, tekst: Lech Konopiński  |  |
| 10. | "Gwiazdeczka" ("Gwiazdka")                         |  |
|     | - muzyka: Irving Berlin, tekst: Lech Konopiński    |  |
| 11. | "Poniesie nas wiatr"                               |  |
|     | - muzyka: Jerzy Milian, tekst: Lech Konopiński     |  |
| 12. | "Czasem ktoś"                                      |  |
|     | - muzyka i tekst: Piotr Kałużny                    |  |